# Integrala Fresnel
Integralele lui Fresnel, {\displaystyle S(x)} și {\displaystyle C(x)}, sunt funcții speciale, introduse în optică de inginerul Augustin-Jean Fresnel pentru a studia fenomenele de difracție.

## Definiție
{\displaystyle S(x):=\int _{0}^{x}\sin \left({\frac {\pi }{2}}t^{2}\right)dt}
{\displaystyle C(x):=\int _{0}^{x}\cos \left({\frac {\pi }{2}}t^{2}\right)dt}

## Proprietăți
{\displaystyle \lim _{x\to +\infty }S(x)=\lim _{x\to +\infty }C(x)={\frac {1}{2}}}
{\displaystyle C(iz)=iC(z)}
{\displaystyle S(iz)=-iS(z)}

## Relațiile cu alte funcții speciale
{\displaystyle C(z)+iS(z)=zM\left({\frac {1}{2}},{\frac {3}{2}},i{\frac {\pi }{2}}z^{2}\right),}
unde {\displaystyle M} este funcția hipergeometrică confluentă⁠(en)[traduceți]. 
Relația cu funcția erorilor⁠(en)[traduceți] este:
{\displaystyle C(z)+iS(z)={\frac {1+i}{2}}\mathrm {erf} \left[{\frac {\sqrt {\pi }}{2}}(1-i)z\right]}